# Apiocera cerata
Apiocera cerata är en tvåvingeart som beskrevs av Paramonov 1961. Apiocera cerata ingår i släktet Apiocera och familjen Apioceridae. Inga underarter finns listade i Catalogue of Life.